# Vodafone 705T
Vodafone 705T（ボーダフォン705T）及び、後のSoftBank 705T（ソフトバンク705T）は、東芝が開発し、ソフトバンクモバイル（旧ボーダフォン日本法人）が販売しているW-CDMA/GSM通信方式のVodafone 3G（現SoftBank 3G）サービスを利用可能な携帯電話端末。発売日は2006年6月3日。

## 特徴
2005年の秋モデルであるVodafone（SoftBank） 803Tの音楽ケータイとしての機能をそのままに薄型化したモデルである。803T同様、インカメラは内蔵していないので、TVコールを利用したい人には注意が必要。女性に人気を集めているブランド、「サマンサタバサ」とのコラボレーションでデザイン設計がされている。また、2006年の7月に、ラッスルグリーンを使用中のユーザー、あるいは期間中にラッスルグリーンで契約したユーザーを対象に、目と歯とお腹の模様のシールが入った「ガチャピン変身キット」が、一部のボーダフォンショップにおいて数量限定で配布された。803Tは比較的落ち着いたデザインであったのに対して、今回の705Tはポップな色使いである。赤外線通信機能は省かれ、新しくVodafone live! CAST（現S!CAST）などに対応している。

UIなどのソフトウェアは904Tと同等のもの。
また、7xxシリーズのためか、価格を安く抑える工夫がされている。例えば、メイン液晶と背面液晶のバックライトが共通のものになっている。このため、メイン液晶のバックライト点灯中には、背面液晶も明るくなる（逆も同様）。さらに、QRコードの読み取りには別添のマクロレンズが必要となる。このレンズは永久磁石でカメラに装着するため、キャッシュカード・預貯金通帳等、磁気記録情報がその機能の根幹にかかわる物品とは離して取り扱う必要がある。